# Конгалах Кногба
Конгалах Кногба (Конгалах Кногба мак Маэл Митиг; ирл.  Congalach Cnogba mac Máel Mithig; погиб в 956) — король Наута (Северной Бреги) (929—956) и верховный король Ирландии (944—956). Упоминается в качестве верховного короля Ирландии в «Анналах Ульстера» и в «Анналах четырёх мастеров».

## Биография

### Происхождение
Конгалах Кногба принадлежал к династии Сил Аэдо Слане, одной из ветвей Южных Уи Нейллов. Представители Сил Аэдо Слане правили двумя брегскими королевствами, Наутом и Лагором. Несколько его членов в VI—VIII веках владели титулом верховных королей Ирландии. Последним из таких королей был Кинаэд мак Иргалайг, погибший в 728 году. Потом эта династия ослабела и длительное время не играла никакой роли ни среди Уи Нейлов, ни в истории Ирландии. Сил Аэдо Слане снова стал доминировать после прихода к власти верховного короля Конгалаха Кногбы.
Конгалах Кногба происходил из рода Уи Конайнг, одной из двух частей Сил Аэдо Слане, семейным владением которого было королевство Наут, располагавшееся на северном берегу реки Лиффи. Резиденция правителей Наута находилось на территории одноимённого древне-ирландского кургана.
Конгалах Кногба был потомком в десятом поколении верховного короля Ирландии Аэда Слане (598—604), основателя рода. По материнской линий Конгалах был связан с Кланн Холмайн, ветвью Южных Уи Нейллов: его дедом со стороны матери был верховный король Ирландии Фланн Синна (847/848 — 916), а дядей — верховный король Доннхад Донн (919—944).
Однако «Анналы Инишфаллена» приводят другую генеалогию: родословная Конгалаха Кногбы упоминает врага Уи Нейллов, Руайдри Уа Кананнайна (ирл. Ruaidrí ua Canannáin) из Кенел Конайлл, хотя, возможно, это может быть ошибкой переписчиков.

### Правление
В 919 году король Бреги Маэл Митиг мак Фланнакайн погиб вместе с верховным королём Ниаллом Глундубом в битве с викингами. В 929 году Конгалах стал королём Северной Бреги (Ноута).
Ирландские анналы сообщают о частых войнах Конгалаха (в качестве короля Бреги) со своими соседями, а потом и о войнах в качестве верховного короля Ирландии с непокорными вассалами. При этом часто заключались союзы с викингами — самыми большими врагами ирландцев — в том числе, и с королём дублинских викингов Олавом (Амлайбом) Квараном (ирл. Amlaíb Cuarán). Однако союзы с викингами не были прочны и из союзников они быстро превращались во врагов, с которыми Конгалах вёл войну. В это время викинги вновь захватили значительные территории в Ирландии, в том числе Дублин и земли вокруг него.
Конгалах Кногба погиб во время войны с королевством Лейнстер и дублинскими викингами в 956 году, попав в засаду возле замка Дун-Эйлин в современном графстве Килдэр.

### Семья и дети
Конгалах Кногба был дважды женат:
- Эне (ум. 953), дочь Фергала мак Домнайлла
- Deichter, дочь Беоллана мак Киармайка

От двух жён Конгалах имел двух сыновей и двух дочерей:
- Муйрхертах (ум. 964), король Северной Бреги (956—964)
- Домналл (ум. 976), король Северной Бреги (964—976)
- Дирбайлл (ум. 1013), жена Конхобара Уи Файльги
- Мирин (ум. 979), аббатиса в Килдэре

Его внук Конгалах мак Домнайлл (погиб в 977), был убит королём Дублина Олавом Квараном.